# Papuanattskärra
Papuanattskärra (Eurostopodus papuensis) är en fågel i familjen nattskärror.

## Utbredning och systematik
Fågeln förekommer i låglänta områden på Nya Guinea och Salawati (i Raja Ampatöarna). Den behandlas som monotypisk, det vill säga att den inte delas in i några underarter.

## Status
IUCN kategoriserar arten som livskraftig.